# VolkerWessels (vrouwenwielerploeg)/2025
Deze pagina geeft een overzicht van de wielerploeg VolkerWessels in 2025.

## Algemeen
Algemeen manager: Raymond Rol
Ploegleiders: Bart Faes, Larissa Havik
Fietsmerk: Specialized
In de begeleiding zitten o.a. enkele oud-rensters: Marieke van Wanroij (coach), Janneke Ensing (diëtist), Demi de Jong (soigneur) en Roos Markus (pr).

## Renners

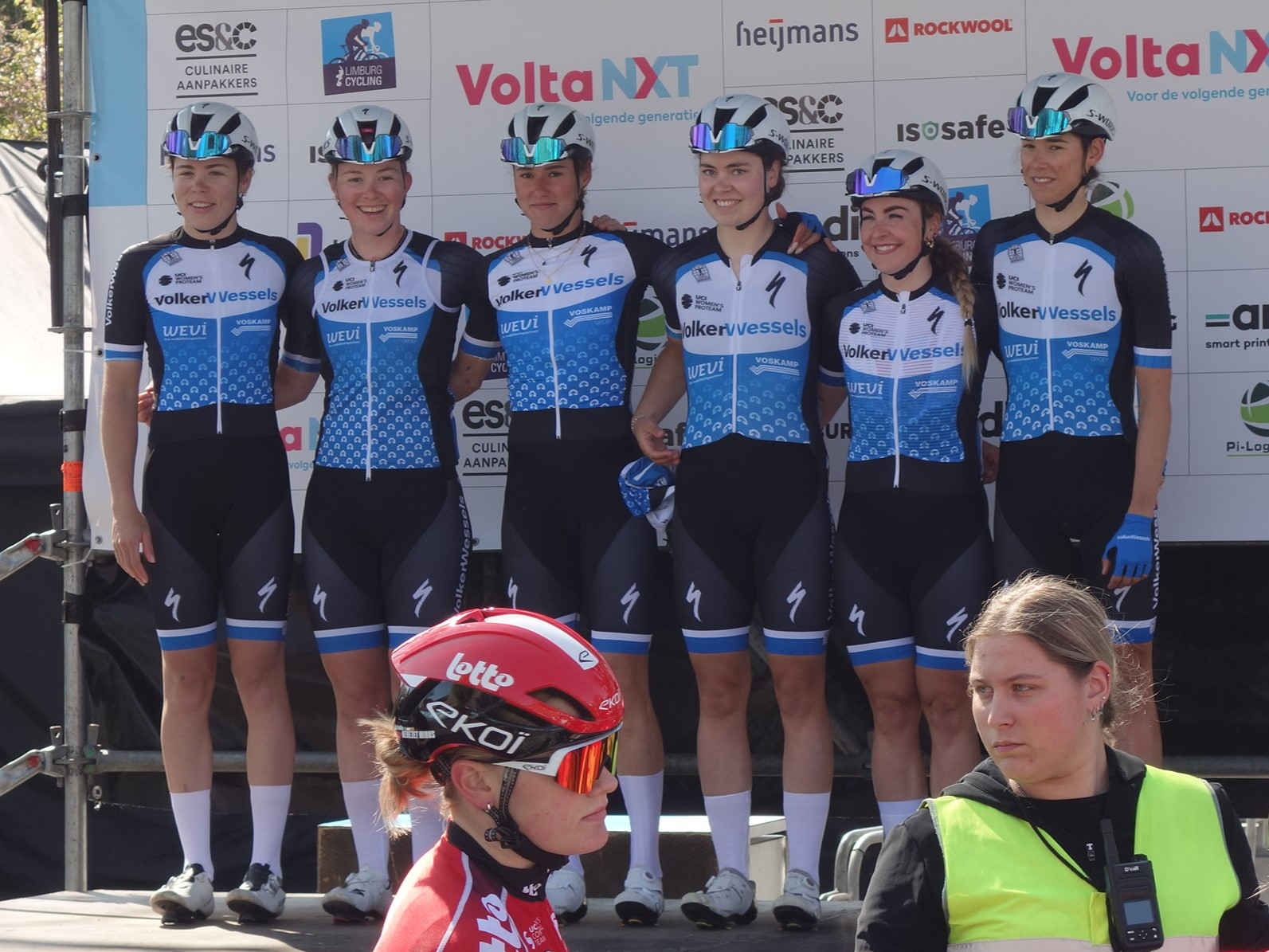
De ploeg in de Volta NXT Classic 2025.

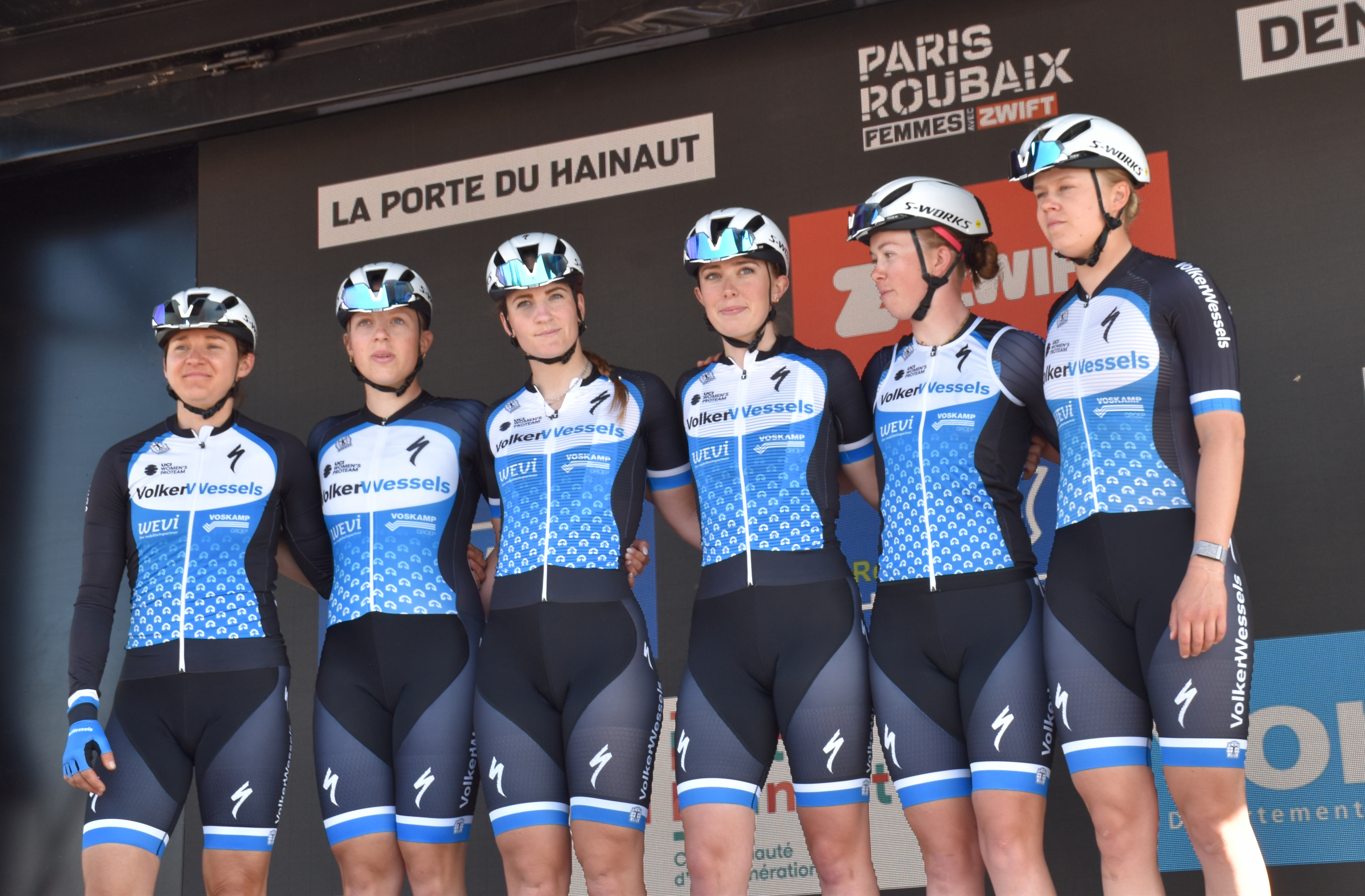
Het team in Parijs-Roubaix 2025.

| Naam                  | Geboortedatum | Nationaliteit | Ploeg 2024           |
| --------------------- | ------------- | ------------- | -------------------- |
| Femke Beuling         | 20-12-1999    | Nederland     |                      |
| Maaike Boogaard       | 24-08-1998    | Nederland     | AG Insurance-Soudal  |
| Valerie Demey         | 17-01-1994    | België        |                      |
| Anneke Dijkstra       | 21-05-1997    | Nederland     |                      |
| Eline Jansen          | 08-03-2002    | Nederland     |                      |
| Anne Knijnenburg      | 11-03-2002    | Nederland     |                      |
| Marieke Meert         | 07-10-1999    | België        |                      |
| Laura Molenaar        | 26-02-2002    | Nederland     |                      |
| Meis Poland           | 21-12-2004    | Nederland     |                      |
| Maud Rijnbeek         | 03-12-2002    | Nederland     | AG Insurance-Soudal  |
| Quinty Schoens        | 12-02-1999    | Nederland     |                      |
| Scarlett Souren       | 04-12-2003    | Nederland     |                      |
| Sabrina Stultiens     | 08-07-1993    | Nederland     |                      |
| Lonneke Uneken        | 02-03-2000    | Nederland     | Team SD Worx-Protime |
| Lisa van Helvoirt     | 25-07-2002    | Nederland     |                      |
| Anne van Rooijen      | 04-06-2000    | Nederland     |                      |
| Margot Vanpachtenbeke | 02-02-1999    | België        |                      |
| Bodine Vollering      | 07-07-2003    | Nederland     | WV Schijndel         |
| Tirza Wisse           | 12-02-2004    | Nederland     | ?                    |

### Vertrokken
| Naam               | Geboortedatum | Nationaliteit | Ploeg 2025                |
| ------------------ | ------------- | ------------- | ------------------------- |
| Julia van Bokhoven | 01-04-2001    | Nederland     | DAS-Hutchinson-Brother-UK |
| Marith Vanhove     | 07-03-2003    | België        | AG Insurance-Soudal NXTG  |
| Sofie van Rooijen  | 13-07-2002    | Nederland     | UAE Team ADQ              |

## Overwinningen
| Midwest Cycling Classic Scarlett Souren Région Pays de la Loire Tour Anneke Dijkstra La Classique Morbihan Eline Jansen Argenta Classic-Deurne Scarlett Souren |

Arkéa-B&B Hotels · Cofidis · EF-Oatly-Cannondale · Laboral Kutxa-Fundación Euskadi · Saint Michel-Preference Home-Auber93 · VolkerWessels · Winspace Orange Seal